# نگچسار
نگچسار (به لاتین: Ngchesar) یک منطقهٔ مسکونی در پالائو است که در پالائو واقع شده‌است. نگچسار ۴۰ کیلومتر مربع مساحت و ۲۹۱ نفر جمعیت دارد.